# Kate Bedingfield
Katherine Joan Bedingfield (nacida el 29 de octubre de 1981) es una asesora política estadounidense que fue directora de comunicaciones de la Casa Blanca en la administración Biden. Se desempeñó como subdirectora de campaña para la campaña presidencial de Joe Biden de 2020 y exdirectora de comunicaciones de Biden cuando era vicepresidente en la administración de Obama.

## Primeros años y educación
Kate Bedingfield nació el 29 de octubre de 1981 y se crio en Sandy Springs, Georgia. Sus padres son Sid E. y Dana H.Bedingfield. Asistió a la Escuela Intermedia Sandy Springs y se graduó de la Escuela Secundaria Riverwood. Obtuvo su licenciatura en la Universidad de Virginia.

## Carrera

### Carrera en política

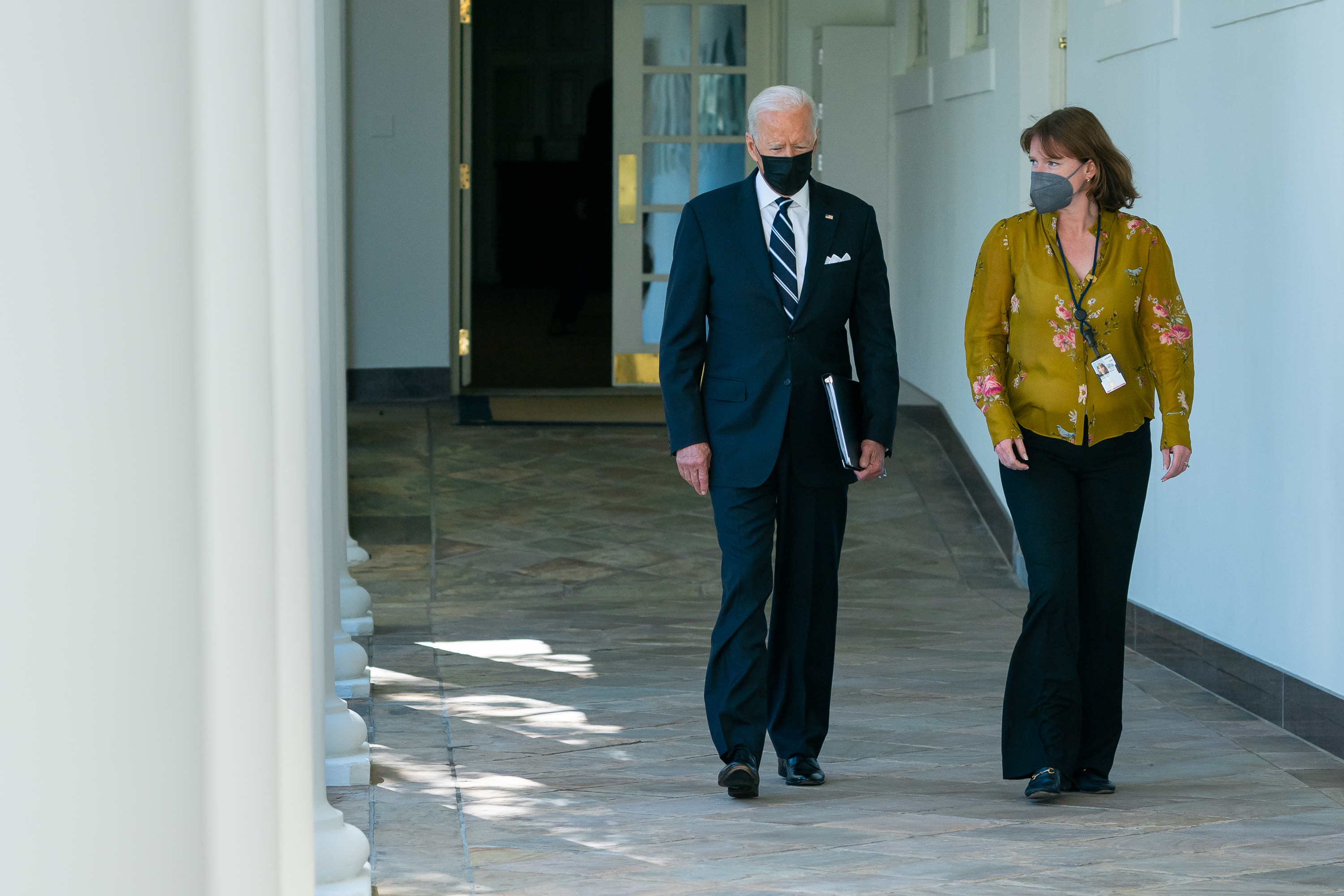
Bedingfield camina por la columnata de la Casa Blanca con el presidente Joe Biden en agosto de 2021.

Bedingfield trabajó en la campaña presidencial de John Edwards de 2008 como portavoz. También se desempeñó como directora de comunicaciones de la campaña senatorial de 2008 para Jeanne Shaheen. En 2015, Bedingfield fue nombrada directora de comunicaciones del entonces vicepresidente Joe Biden. También ocupó dos cargos adicionales en la administración Obama: directora de respuesta y subdirectora de asuntos de medios de comunicación.
Bedingfield se desempeñó como subdirectora de campaña para la campaña presidencial de Joe Biden de 2020. Su trabajo en la campaña llevó a Fortune a nombrar a Bedingfield como una de las personas menores de 40 años más influyentes en el gobierno y la política.

#### Administración Biden
En noviembre de 2020, Bedingfield fue designada directora de comunicaciones de la Casa Blanca para la administración Biden. A fines de julio de 2022, Bedingfield revocó la decisión anunciada semanas antes de dejar su puesto como directora de comunicaciones de la Casa Blanca.
En febrero de 2023, Bedingfield anunció que dejaría la administración a fin de mes. Su puesto fue ocupado por Ben LaBolt.

### Sector privado
En noviembre de 2011, Bedingfield comenzó a trabajar en la Motion Picture Association of America (MPAA). En mayo de 2013, Bedingfield fue nombrada portavoz y vicepresidente de comunicaciones corporativas de la MPAA. Después de trabajar en la administración de Obama, Bedingfield volvió brevemente a las comunicaciones deportivas y de entretenimiento.

## Vida personal
Bedingfield se casó con David Kelley Kieve el 12 de enero de 2013 en Iglesia Episcopal de San Juan, Lafayette Square en Washington, D. C.. Bedingfield y Kieve tienen dos hijos juntos. Kieve actualmente se desempeña como presidente del Fondo de Acción de Defensa Ambiental.